# 王騭
王骘（？—1695年），字辰岳，山东福山人，清朝政治人物，以清廉著稱。

## 生平
顺治十二年（1655年）乙未科进士，授户部主事。康熙五年（1666年），典试广东。历任刑部郎中、四川松威道、光禄寺少卿等职，累迁太常寺卿。二十六年（1687年），授江西巡抚。二十七年（1688年），擢升闽浙总督。
康熙二十八年（1689年），康熙帝南巡至浙江，赐给王骘御用冠服，并下谕称赞：“尔任总督，实心任事，浙、闽黎庶称尔清廉，故特加优赉。”不久，召入京，拜为户部尚书，以老病为由数次乞休，均被慰留。三十三年（1694年），康熙帝召大学士、九卿以及河督于成龙入对，斥责于成龙诬陷靳辅，又责怪王骘与左都御史董讷、内阁学士李应荐附和成龙。王骘等上引罪，董讷、李应荐被夺官，王骘以原品休致。康熙三十四年（1695年）卒於家，赐祭葬。《清史稿》有传。

## 延伸阅读
[在维基数据编辑]
 《清史稿·卷274》，出自趙爾巽《清史稿》